# Vapenfri tjänst
Vapenfri tjänst kan man ansöka om i ett land med allmän värnplikt. Det innebär att man istället för att få vapenutbildning och öva inför krig får tjänstgöra i civila verksamheter.

## Sverige
Från och med 1966 var vapenfri tjänstgöring ett alternativ i Sverige för de värnpliktiga som hade allvarliga personlig övertygelse mot att bruka vapen mot andra. 1995 ersattes Värnpliktslagen och lagen om vapenfri tjänst med lagen om Totalförsvarsplikt.
I Sverige brukade under 1970- till 1990-talet vapenfria få en kortare civilförsvarsutbildning för att sedan tjänstgöra inom t.ex. barnomsorg, skola eller civilförsvar. Krigsplaceringen blev i civilförsvaret och tidigare kallades dessa in vart sjätte år till repetitionsträning. Civilförsvarsutbildningen brukade inkludera brandförsvar inklusive brandsläckning och rökdykning, räddning inklusive att ta sig in i raserade hus, viss enkel krigssjukvård, osv. 
De vapenfria organiserade sig under flera år i en egen förening Vapenfriföreningen som fungerade som en kombinerad intresseorganisation (som drev "fackliga krav") och en fredsförening.
Från 1966 till 1989 var det den statliga myndigheten Vapenfrinämnden som skötte handläggningen av ansökningar om vapenfri tjänst. Därefter övertogs samma roll av Vapenfristyrelsen. Från 1982 till 1989 fanns även Nämnden för vapenfriutbildning som handlade ärenden kring de vapenfrias utbildning och tjänstgöring. År 1995 övertogs uppgifterna av Plikt- och prövningsverket och funktionsansvariga myndigheter.